# Enrico Porro

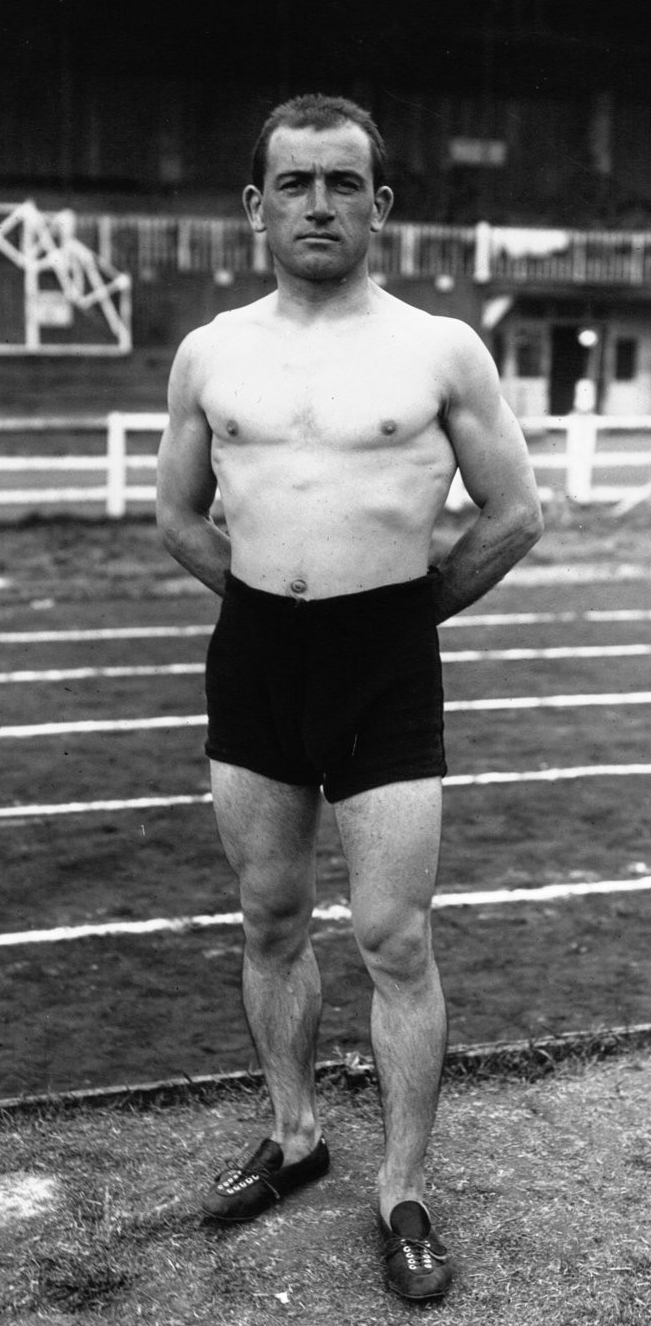
Enrico Porro en 1919

Enrico Porro (Lodi Vecchio, 16 de enero de 1885 – Milán, 14 de marzo de 1967) fue un luchador italiano que ganó la medalla de oro en los Juegos Olímpicos de Londres 1908 en lucha grecorromana, en la categoría peso ligero (66,6 kg).
Porro también participó en dos Juegos Olímpicos consecutivos. En los Juegos Olímpicos de Amberes 1920, llegó a los cuartos de final con un peso de 60 kg y en los Juegos Olímpicos de París 1924, con un peso de 62 kg, derrotado en la primera ronda, consiguió el octavo puesto, de un total de dieciocho atletas.